# 中南大学资源与安全工程学院
中南大学资源与安全工程学院组建于2002年5月。目前学院设有采矿工程、安全工程、城市地下空间工程3个本科专业；矿业工程、安全科学与工程、力学3个一级学科博士学位学科，7个博士学科和8个硕士学科，拥有采矿工程、安全技术及工程、岩土工程3个国家重点学科和矿业工程一级学科国家重点学科。2017年中南大学入选“双一流”建设高校名单，矿业工程入选“双一流”建设学科名单

## 学院历史
1952年，成立主体学科。1986年，获采矿工程学位硕士授权。1998年，获安全技术及工程博士学位授权。1999年，获教育部“长江学者奖励计划”特聘教授岗位。2000年，获国家重点学科。2001年，学科群进入“211”和“985”重点建设行列。2002年5月，学院始建。2006年3月，陕西铅硐山矿业有限公司与中南大学资源与安全工程学院进行合作，共同开展采矿损失贫化研究项目，并提交了《铅硐山铅锌矿降低贫损措施与回采工艺优化研究》项目成果。2017年，中南大学入选“双一流”建设高校名单，矿业工程入选“双一流”建设学科名单。

## 师资力量
学院现有中国工程院院士1人，教育部“长江学者奖励计划”特聘教授1人，国家杰出青年基金获得者1人，中国青年科技奖获得者1人，国家“万人计划”领军人才1人，国家四青人才3人，“湖湘英才”3人，湖南省“芙蓉学者”3人。

### 中国工程院院士
- 刘宝琛 中国工程院院士、教授 岩土工程专家，中国随机介质理论奠基人及其应用的开拓者。[6]
- 古德生 中国工程院院士、教授 我国著名的矿业工程科学技术专家。历任全国政协委员、全国地矿类学科教学指导委员会主任、全国工程教育专业认证委员会委员、国家科学技术奖评审专家、中国矿业联合会高级资政、中国有色金属工业协会专家委员会委员。[7]